# 1642 en littérature
| Années de la littérature : 1639 - 1640 - 1641 - 1642 - 1643 - 1644 - 1645    |
| Décennies de la littérature : 1610 - 1620 - 1630 - 1640 - 1650 - 1660 - 1670 |

Cet article présente les faits marquants de l'année 1642 en littérature.

## Évènements
- 6 mars : bulle In eminenti. Le pape Urbain VIII condamne et met à l'Index l'Augustinus[1].

- 30 avril-21 juin : le poète anglais Richard Lovelace est incarcéré à la prison de Gatehouse à Londres pour avoir présenté une pétition royaliste contre le Parlement. Il rédige le poème To Althea, from Prison (en)[2].

- Juillet : le poète anglais John Milton, 33 ans, épouse Mary Powell ; la jeune fille de moins de 17 ans rentre chez ses parents au bout d'un mois et ne retourne auprès de son époux qu'en 1645[3].

## Parutions

### Ouvrages didactiques
- Arte de ingenio, tratado de la agudeza, traité de théorie esthétique de Baltasar Gracián est publié à Madrid, puis remanié, il parait à Huesca en 1648 sous le titre Agudeza y arte de ingenio, en que se explican todos los modos y diferencias de concetos… (« Finesse et art de l’esprit »)[4].
- Les premiers volumes de Nederlandsche Historien (« Histoire des Pays-Bas »), de Pieter Corneliszoon Hooft sont publiés à Leyde chez Louys Elzevier[5] (complétés en 1654 par Joan Blaeu).
- Thomas Hobbes, Elementorum philosophiae sectio tertia de cive, Paris, 1642 (présentation en ligne), abrégé en De Cive (« Du citoyen »).

- Robert Arnauld d'Andilly, Stances sur diverses vérités chrétiennes, Veuve Jean Camusat, 1642, recueil de vers[6].
- La Mothe le Vayer, De la Vertu des païens, Paris, François Targa, 1642 (présentation en ligne), traité dédicacé à Richelieu sorti dès novembre 1641[7].

- La Raison du gouvernement de l’Église contre les prélats, pamphlet de John Milton[8].
- Thomas Browne, Religio Medici, Andrew Crooke, 1642 (présentation en ligne), première édition non autorisée. La première édition autorisée est publiée en 1643.

### Fictions
- 8 juillet : privilège du roi accordé au Cassandre, roman de La Calprenède, publié à Paris en 10 volumes de 1642 à 1645[9].

- Madeleine de Scudéry, Les Femmes illustres ou les Harangues héroïques, Paris, Antoine de Sommaville, 1642 (présentation en ligne)
- Paul Fleming, Teütsche Poemata, Lübeck, Laurentz Jauch, 1642 (présentation en ligne), « Poèmes allemands », publiés à titre posthume.
- 1642-1645 : Cassandre, roman en dix volumes de Gautier de Costes de La Calprenède, publié à Paris[10].

## Naissances
- 5 juin : Martin von Kempe, poète, historien de la littérature et traducteur allemand († 1683).
- 30 décembre : Vincenzo da Filacaja, poète lyrique italien († 1707)